# خالد الصفتي
خالد السيِّد محمود الصفتي (5 أكتوبر 1962 -) هو كاتب هزلي ورسام كاريكاتير مصري.

## حياته
حاصل على بكالوريوس الفنون الجميلة قسم ديكور. تعتبر سلسلة (مغامرات فلاش، سماش، سوبر سماش) واحدة من أشهر أعماله والتي تصدر من خلال روايات مصرية للجيب والتي تنشرها المؤسسة العربية الحديثة للطبع والنشر والتوزيع. له أيضا كثير من الأعمال والإسهامات المتميزة في عالم الصحافة المصرية والعربية، فعلي سبيل المثال عمل بمجلة علاء الدين للأطفال والتي تصدرها مؤسسة الأهرام، ومجلات أخري تصدر من دول عربية مثل سعد التي تصدر عن مؤسسة الرأي العام الكويتية، والعربي الصغير الكويتية، وباسم السعودية، وأطفال اليوم الإماراتية. وبداية من 2005 عمل كمدير تحرير لمجلة راشد ونورة للأطفال بدولة قطر، وبعدها أسس أسس وأدار تحرير مجلة (أوتوكيو) للسيارات وعمل، حتي عام 2008، ثم انتقل بعدهاإلى جريدة العرب القطرية، فيها مجلة لمسة وهي مجلة الثقافية الفنية الاجتماعية، وعمل مديراً ومشرفاً على الملحق الأسبوعي المنوع (بانوراما) والذي يصدر مع الصحيفة.

## أعماله
- مغامرات فلاش
- سماش
- سوبر فلاش
- مطبوعات فلاش
- ميني فلاش[3]

والتي تصدر من خلال مجموعة روايات مصرية للجيب لدار نشر المؤسسة العربية الحديثة للطبع والنشر والتوزيع. كما له غير الكتب المذكورة العديد من الأعمال والإسهامات المتميزة في عالم الصحافة المصرية والعربية، كعمله بمجلة علاء الدين للأطفال والتي تصدرها مؤسسة الأهرام، ومجلات عربية مثل سعد التي تصدر عن الرأي العام الكويتية، والعربي الصغير الكويتية، وباسم السعودية، وأطفال اليوم الإماراتية.
عمل في دولة قطر بجريدة الراية بدءًا من سنة 2005 كمدير تحرير لمجلة راشد ونورة للأطفال، ثم أسس مجلة (أوتوكيو) للسيارات، وأدار تحريرها، حتى نهايات عام 2008، حيث انتقل إلى جريدة العرب القطرية، وأسس فيها مجلة لمسة وهي مجلة ثقافية فنية اجتماعية، وعمل مديرًا لتحريرها، ومشرفًا على الملحق الأسبوعي المنوع (بانوراما) والذي يصدر مع الصحيفة.